# Сељашница
Сељашница је насеље у Србији у општини Пријепоље у Златиборском округу. Према попису из 2022. било је 654 становника.
Овде се налази Мала хидроелектрана Сељашница.

## Демографија
У насељу Сељашница живи 558 пунолетних становника, а просечна старост становништва износи 33,9 година (32,8 код мушкараца и 35,1 код жена). У насељу има 207 домаћинстава, а просечан број чланова по домаћинству је 3,74.
Становништво у овом насељу веома је нехомогено, а у последња три пописа, примећен је пораст у броју становника.
|  |

| Демографија | Демографија | Демографија |
| Година      | Становника  | Становника  |
| ----------- | ----------- | ----------- |
| 1948.       | 250         |             |
| 1953.       | 263         |             |
| 1961.       | 305         |             |
| 1971.       | 373         |             |
| 1981.       | 475         |             |
| 1991.       | 665         | 662         |
| 2002.       | 774         | 801         |

| Етнички састав према попису из 2002.‍ | Етнички састав према попису из 2002.‍ | Етнички састав према попису из 2002.‍ | Етнички састав према попису из 2002.‍ | Етнички састав према попису из 2002.‍ |
| ------------------------------------ | ------------------------------------ | ------------------------------------ | ------------------------------------ | ------------------------------------ |
|                                      |                                      |                                      |                                      |                                      |
| Срби                                 | Срби                                 |                                      | 500                                  | 64,59%                               |
| Бошњаци                              | Бошњаци                              |                                      | 205                                  | 26,48%                               |
| Муслимани                            | Муслимани                            |                                      | 39                                   | 5,03%                                |
| Црногорци                            | Црногорци                            |                                      | 17                                   | 2,19%                                |
| Македонци                            | Македонци                            |                                      | 1                                    | 0,12%                                |
| непознато                            | непознато                            |                                      | 4                                    | 0,51%                                |

| Година пописа     | 1948. | 1953. | 1961. | 1971. | 1981. | 1991. | 2002. |
| ----------------- | ----- | ----- | ----- | ----- | ----- | ----- | ----- |
| Број домаћинстава | 51    | 56    | 68    | 79    | 117   | 181   | 207   |

| Број чланова      | 1  | 2  | 3  | 4  | 5  | 6  | 7 | 8 | 9 | 10 и више | Просек |
| ----------------- | -- | -- | -- | -- | -- | -- | - | - | - | --------- | ------ |
| Број домаћинстава | 23 | 25 | 33 | 68 | 37 | 10 | 6 | 3 | 1 | 1         | 3,74   |

| Пол    | Укупно | Неожењен/Неудата | Ожењен/Удата | Удовац/Удовица | Разведен/Разведена | Непознато |
| ------ | ------ | ---------------- | ------------ | -------------- | ------------------ | --------- |
| Мушки  | 301    | 106              | 182          | 9              | 2                  | 2         |
| Женски | 301    | 81               | 188          | 28             | 4                  | 0         |
| УКУПНО | 602    | 187              | 370          | 37             | 6                  | 2         |

| Пол    | Укупно                    | Пољопривреда, лов и шумарство | Рибарство                            | Вађење руде и камена | Прерађивачка индустрија       |
| ------ | ------------------------- | ----------------------------- | ------------------------------------ | -------------------- | ----------------------------- |
| Мушки  | 129                       | 4                             | 0                                    | 3                    | 46                            |
| Женски | 106                       | 4                             | 0                                    | 0                    | 53                            |
| УКУПНО | 235                       | 8                             | 0                                    | 3                    | 99                            |
| Пол    | Производња и снабдевање   | Грађевинарство                | Трговина                             | Хотели и ресторани   | Саобраћај, складиштење и везе |
| Мушки  | 4                         | 12                            | 22                                   | 3                    | 8                             |
| Женски | 0                         | 0                             | 14                                   | 1                    | 1                             |
| УКУПНО | 4                         | 12                            | 36                                   | 4                    | 9                             |
| Пол    | Финансијско посредовање   | Некретнине                    | Државна управа и одбрана             | Образовање           | Здравствени и социјални рад   |
| Мушки  | 0                         | 2                             | 8                                    | 8                    | 1                             |
| Женски | 3                         | 0                             | 4                                    | 10                   | 12                            |
| УКУПНО | 3                         | 2                             | 12                                   | 18                   | 13                            |
| Пол    | Остале услужне активности | Приватна домаћинства          | Екстериторијалне организације и тела | Непознато            | Непознато                     |
| Мушки  | 3                         | 0                             | 0                                    | 5                    | 5                             |
| Женски | 0                         | 0                             | 0                                    | 4                    | 4                             |
| УКУПНО | 3                         | 0                             | 0                                    | 9                    | 9                             |